# دیوید آدامز ریچاردز
دیوید آدامز ریچاردز (به انگلیسی: David Adams Richards)؛ (زادهٔ ۱۷ اکتبر ۱۹۵۰) نویسنده اهل کانادا، زادهٔ نیوبرانزویک و عضو سنای کانادا است.

## جوایز و افتخارات
- ۱۹۸۸ برنده جایزه فرماندار کل، داستان‌های انگلیسی زبان برای شب‌های زیر خیابان ایستگاه[۲]
- ۱۹۹۱ برنده جایزه انجمن نویسندگان کانادا برای برف غروب چنین آرامشی را به همراه خواهد داشت[۳]
- ۱۹۹۶ برنده بهترین نویسندگی در برنامه نمایشی یا مینی‌سریال جایزه جمینای برای فیلم هدایای کوچک[۴]
- ۱۹۹۸ برنده بهترین نویسندگی در برنامه نمایشی یا مینی‌سریال جایزه جمینای برای فیلم برای شکارچی‌های مجروحان[۴]
- ۱۹۹۸ برنده انجمن صنفی نویسندگان کانادا برای فیلم برای شکارچی‌های مجروحان [۵]
- ۱۹۹۹ برنده انجمن صنفی نویسندگان کانادا برای فیلم شب‌های زیر خیابان ایستگاه [۵]
- ۲۰۰۰ برنده جایزه گیلر بخشش در بین کودکان[۶]
- ۲۰۰۱ رمان سال برای بخشش در بین کودکان به انتخاب انجمن کتابفروشان کانادا
- ۲۰۰۸ دریافت دکتری افتخاری عالی ادبیات از دانشگاه مونت آلیسون [۵]
- ۲۰۰۸ دریافت دکتری افتخاری الهیات از دانشکده الهیات آتلانتیک [۵]
- ۲۰۱۱ برنده جایزه ادبی دستاورد یک عمر (مت کوهن) از سوی بنیاد نویسندگان کانادا[۷]